# Prepartenza
Nello sport della vela, la prepartenza è il periodo più o meno lungo che precede il colpo di partenza durante il quale un'imbarcazione deve manovrare per ottenere la miglior posizione al momento del via.
Non è detto che voglia dire partire per prima.
Spesso, infatti, è meglio partire dopo ma in una posizione di vento più favorevole.
Incomincia con un conto alla rovescia preceduto da alcuni segnali sonori (sirene o corni da nebbia) e visivi (bandiere) che indicano ai concorrenti (regatanti) il tempo mancante alla partenza. I concorrenti dovranno quindi tagliare la linea di partenza predisposta dagli organizzatori dopo il via. Se un concorrente taglia la linea prima del via dovrà effettuare una nuova partenza pena la sua squalifica(bandiera nera) Può talvolta capitare che, qualora molti concorrenti partano in anticipo e i giudici non siano in grado di identificarli tutti, si ripeta l'intera procedura di partenza.
Per identificare meglio le imbarcazioni, nelle regate più importanti si è soliti porre un numero sulla prua delle imbarcazioni.
Per motivo contrario, la maggior parte delle imbarcazioni tende ad essere dello stesso colore, di solito bianco.
È un momento davvero interessante soprattutto nelle regate di match race come per esempio la Coppa America.